# Alexander Doom
Alexander Doom (Roeselare, 25 aprile 1997) è un velocista belga specializzato nei 400 metri piani, specialità in cui è stato campione mondiale indoor a Glasgow 2024 e campione europeo a Roma 2024. È l'attuale primatista nazionale dei 400 metri piani sia outdoor che indoor, nonché della staffetta 4×400 metri.

## Biografia
Ha rappresentato il Belgio ai Giochi olimpici estivi di Tokyo 2020, classificandosi quarto nella staffetta 4×400 metri maschile e quinto nella staffetta 4×400 metri mista.
Ai mondiali indoor di Belgrado 2022 ha vinto la medaglia d'oro nella staffetta 4×400 metri con Julien Watrin, Jonathan Sacoor, Kévin Borlée e Dylan Borlée. L'anno successivo nella stessa gara conquista la medaglia d'oro anche agli europei indoor di Istanbul.
Inizia il 2024 partecipando ai mondiali indoor di Glasgow, dove conquista la medaglia d'oro nei 400 metri piani con il crono di 45"25, nuovo record nazionale, e nella staffetta 4x400 m. Agli europei di Roma sale invece sul gradino più alto del podio nei 400 metri piani, siglando il nuovo record della competizione in 44"15, e nella 4x400 metri piani.

## Record nazionali
Seniores
- 400 metri piani: 44"15 ( Roma, 10 giugno 2024)
- 400 metri piani indoor: 45"25 ( Glasgow, 2 marzo 2024)
- Staffetta 4×400 metri: 2'57"88 ( Tokyo, 7 agosto 2021)
- Staffetta 4×400 metri mista: 3'09"36 ( Parigi, 3 agosto 2024)

## Palmarès
| Anno | Manifestazione  | Sede       | Evento        | Risultato  | Prestazione | Note                                     |
| ---- | --------------- | ---------- | ------------- | ---------- | ----------- | ---------------------------------------- |
| 2015 | Europei U20     | Eskilstuna | 4×400 m       | 5º         | 3'14"12     |                                          |
| 2016 | Mondiali U20    | Bydgoszcz  | 4×400 m       | Batteria   | 3'10"78     |                                          |
| 2017 | Europei U23     | Bydgoszcz  | 400 m piani   | Batteria   | 48"52       |                                          |
| 2017 | Europei U23     | Bydgoszcz  | 4×400 m       | 5º         | 3'06"45     |                                          |
| 2019 | Europei U23     | Gävle      | 400 m piani   | Batteria   | 47"39       |                                          |
| 2019 | Europei U23     | Gävle      | 4×400 m       | Batteria   | 3'07"43     |                                          |
| 2021 | Europei indoor  | Toruń      | 400 m piani   | Batteria   | 47"18       |                                          |
| 2021 | Europei indoor  | Toruń      | 4×400 m       | 4º         | 3'06"96     |                                          |
| 2021 | Giochi olimpici | Tokyo      | 4×400 m       | 4º         | 2'57"88     | Record nazionale                         |
| 2021 | Giochi olimpici | Tokyo      | 4×400 m mista | 5º         | 3'11"51     | [ 1 ]                                    |
| 2022 | Mondiali indoor | Belgrado   | 4×400 m       | Oro        | 3'06"52     | Miglior prestazione personale stagionale |
| 2022 | Mondiali        | Eugene     | 400 m piani   | Semifinale | 45"80       |                                          |
| 2022 | Mondiali        | Eugene     | 4×400 m       | Bronzo     | 2'58"72     | Miglior prestazione personale stagionale |
| 2022 | Mondiali        | Eugene     | 4×400 m mista | Batteria   | 3'16"01     |                                          |
| 2022 | Europei         | Monaco     | 400 m piani   | Semifinale | 45"77       |                                          |
| 2022 | Europei         | Monaco     | 4×400 m       | Argento    | 2'59"49     |                                          |
| 2023 | Europei indoor  | Istanbul   | 400 m piani   | Finale     | dns         |                                          |
| 2023 | Europei indoor  | Istanbul   | 4×400 m       | Oro        | 3'05"83     | Miglior prestazione europea stagionale   |
| 2023 | Mondiali        | Budapest   | 400 m piani   | Semifinale | 45"57       |                                          |
| 2023 | Mondiali        | Budapest   | 4×400 m       | Batteria   | 3'00"33     |                                          |
| 2024 | Mondiali indoor | Glasgow    | 400 m piani   | Oro        | 45"25       | Record nazionale                         |
| 2024 | Mondiali indoor | Glasgow    | 4×400 m       | Oro        | 3'02"54     |                                          |
| 2024 | World Relays    | Nassau     | 4×400 m       | Bronzo     | 3'01"16     |                                          |
| 2024 | Europei         | Roma       | 400 m piani   | Oro        | 44"15       | Record dei campionati · Record nazionale |
| 2024 | Europei         | Roma       | 4×400 m       | Oro        | 2'59"84     | Miglior prestazione europea stagionale   |
| 2024 | Europei         | Roma       | 4×400 m mista | 4ª         | 3'11"03     | Record nazionale                         |
| 2024 | Giochi olimpici | Parigi     | 400 m piani   | Semifinale | 1'55"10     |                                          |
| 2024 | Giochi olimpici | Parigi     | 4x400 m mista | 4ª         | 3'09"36     | Record nazionale                         |
| 2025 | World Relays    | Guangzhou  | 4x400 m       | Argento    | 2'58"19     |                                          |

## Altre competizioni internazionali
2013
- Oro al Festival olimpico della gioventù europea ( Utrecht), 400 m piani - 47"93